# Restrepia driessenii
Restrepia driessenii är en orkidéart som beskrevs av Carlyle August Luer och Sijm. Restrepia driessenii ingår i släktet Restrepia och familjen orkidéer.
Artens utbredningsområde är Venezuela. Inga underarter finns listade i Catalogue of Life.